# Siuranella
La Siuranella és una muntanya de 754 metres que es troba al municipi de Cornudella de Montsant, a la comarca catalana del Priorat.